# Estònia a la Segona Guerra Mundial
Estònia va declarar la neutralitat a l'esclat de la Segona Guerra Mundial (1939-1945), però el país va ser repetidament disputat, envaït i ocupat, primer per la Unió Soviètica el 1940, després per l'Alemanya nazi el 1941, i finalment reinvaït i reocupat el 1944 per la Unió Soviètica.

## Antecedents

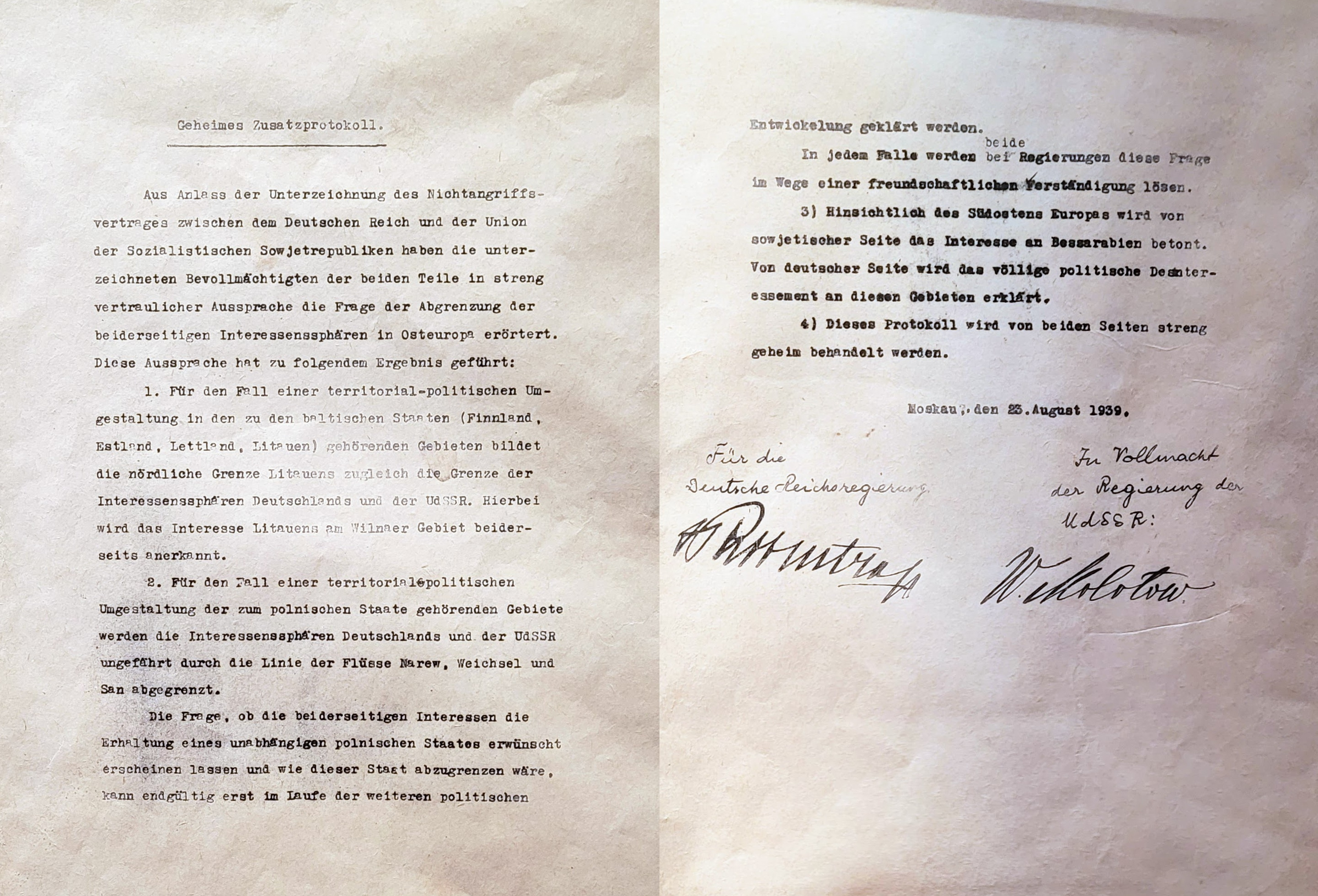
Segons el Pacte Mólotov-Ribbentrop de 1939, "els Estats bàltics (Finlàndia, Estònia, Letònia, Lituània)" van ser dividits en "esferes d'influència" alemanya i soviètica (còpia alemanya)

Immediatament abans de l'esclat de la Segona Guerra Mundial, l'agost de 1939, l'Alemanya nazi i la Unió Soviètica van signar el Pacte germano-soviètic (també conegut com a Pacte Mólotov-Ribbentrop, o Pacte de no agressió germano-soviètic de 1939), relatiu a la partició i disposició de Polònia, Finlàndia, Lituània, Letònia i Estònia, en el seu Protocol addicional secret.

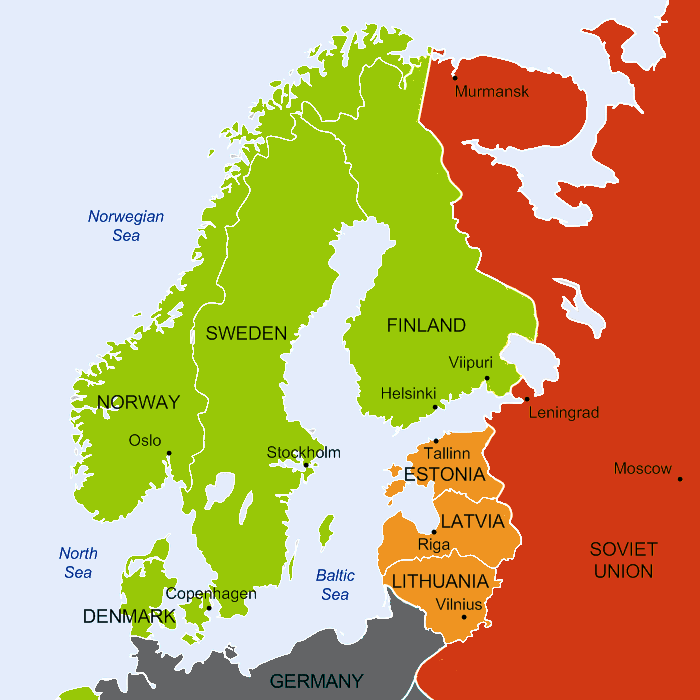
Estat geopolític al nord d'Europa el novembre de 1939
Països neutrals
Alemanya i països annexionats
Unió Soviètica i països annexionats
Països neutrals amb bases militars establertes per la Unió Soviètica a l'octubre de 1939

El territori de la llavors independent República d'Estònia va ser envaït i ocupat per l'Exèrcit Roig soviètic els dies 16 i 17 de juny de 1940. Van seguir arrestos polítics massius, deportacions i execucions per part del règim soviètic. A la Guerra d'Estiu durant l'Operació Barbarroja alemanya el 1941, els Germans del bosc pro-independència van capturar grans parts del sud d'Estònia a les tropes de l'NKVD soviètic i al 8è Exèrcit de la Unió Soviètica abans de l'arribada del 18è Exèrcit alemany a la zona. Al mateix temps, entre juny i agost de 1941, els paramilitars soviètics dels batallons d'exterminació van dur a terme operacions punitives a Estònia, incloent-hi saquejos i assassinats, basant-se en les tàctiques de terra cremada ordenades per Ióssif Stalin. Estònia va ser ocupada per Alemanya i incorporada al Reichskommissariat Ostland entre 1941 i 1944.
Després de la invasió alemanya de la URSS el 1941, milers d'estonians van ser reclutats a l'exèrcit soviètic (incloent-hi el 8è Cos de Fusellers Estonians i altres unitats), i entre 1941 i 1944 a les forces armades alemanyes. Un nombre d'homes estonians que havien evitat aquestes conscripcions van poder fugir a Finlàndia, i molts d'ells van formar llavors el Regiment d'Infanteria Finlandès 200. Aproximadament el 40% de la flota estoniana anterior a la guerra va ser requisada per les autoritats britàniques i utilitzada en els combois atlàntics. Aproximadament 1000 mariners estonians van servir a la Marina Mercant Britànica, 200 d'ells com a oficials. Un petit nombre d'estonians van servir a la Royal Air Force, a l'Exèrcit Britànic i a l'Exèrcit dels Estats Units
De febrer a setembre de 1944, el destacament de l'exèrcit alemany va contenir a la Batalla de Narva la invasió soviètica d'Estònia. Després de l'Ofensiva de Tallinn i la ruptura de la defensa del II Cos d'Exèrcit a través del riu Emajõgi i d'enfrontar-se a les tropes estonianes pro-independència, les forces soviètiques van reocupar l'Estònia continental el setembre de 1944. Després de la guerra, Estònia va romandre incorporada a la Unió Soviètica com a RSS d'Estònia fins al 1991, tot i que la Carta Atlàntica establia que no es farien acords territorials.
Les pèrdues de la Segona Guerra Mundial a Estònia, estimades al voltant del 25% de la població, van ser de les més elevades d'Europa en proporció. Les morts per guerra i ocupació que figuren als informes actuals sumen 81.000. Aquestes inclouen les morts a les deportacions soviètiques del 1941, les execucions soviètiques, les deportacions alemanyes i les víctimes de l'Holocaust a Estònia.

## Prefaci
Abans de la Segona Guerra Mundial, la República d'Estònia i l'URSS havien signat i ratificat els següents tractats:

### Pacte Kellogg-Briand
27 d'agost de 1928, Pacte Kellogg-Briand "renunciant a la guerra com a instrument de política nacional". Ratificat per Estònia i l'URSS el 24 de juliol de 1929.

### Tractat de no agressió
Amb l'URSS el 4 de maig de 1932.

### La Convenció per a la Definició d'Agressió
El 3 de juliol de 1933, per primera vegada en la història de les relacions internacionals, l'agressió va ser definida en un tractat vinculant signat a l'Ambaixada Soviètica a Londres 1  per l'URSS i, entre d'altres, la República d'Estònia.
L'article II defineix les formes d'agressió. "Es reconeixerà com a agressor aquell Estat que hagi estat el primer a cometre una de les accions següents":
Capítols rellevants:
- "Segon – invasió per forces armades del territori d'un altre Estat fins i tot sense una declaració de guerra."
- "Quart – un bloqueig naval de costes o ports d'un altre Estat."

### Declaració de neutralitat
Estònia, Letònia i Lituània van declarar conjuntament la seva neutralitat el 18 de novembre de 1938, a Riga, a la Conferència de Ministres d'Afers Exteriors Bàltics, i els seus respectius parlaments van aprovar lleis de neutralitat més tard aquell any. Estònia va aprovar una llei que ratificava la seva neutralitat l'1 de desembre de 1938, que es va basar en la declaració de neutralitat de Suècia del 29 de maig de 1938. També importantment, Estònia havia afirmat la seva neutralitat en la seva primera constitució, així com en el Tractat de Tartu conclòs el 1920 entre la República d'Estònia i la RSFSR russa.

### Pacte Mólotov-Ribbentrop

Divisions planificades i reals d'Europa, segons el Pacte Mólotov-Ribbentrop, amb ajustaments posteriors

A primera hora del matí del 24 d'agost de 1939, la Unió Soviètica i l'Alemanya nazi van signar un pacte de no agressió de 10 anys, anomenat Pacte Mólotov-Ribbentrop. El més destacable és que el pacte contenia un protocol secret, revelat només després de la derrota d'Alemanya el 1945, segons el qual els estats del Nord i de l'Europa de l'Est van ser dividits en "esferes d'influència" alemanyes i soviètiques. Al nord, Finlàndia, Estònia i Letònia van ser assignades a l'esfera soviètica. Polònia havia de ser dividida en cas de la seva "reorganització política": les àrees a l'est dels rius Narev, Vístula i San passarien a la Unió Soviètica mentre que Alemanya ocuparia l'oest. Lituània, adjacent a la Prússia Oriental, estaria a l'esfera d'influència alemanya, tot i que un segon protocol secret acordat el setembre de 1939 va assignar la major part de Lituània a l'URSS.

## L'inici de la Segona Guerra Mundial

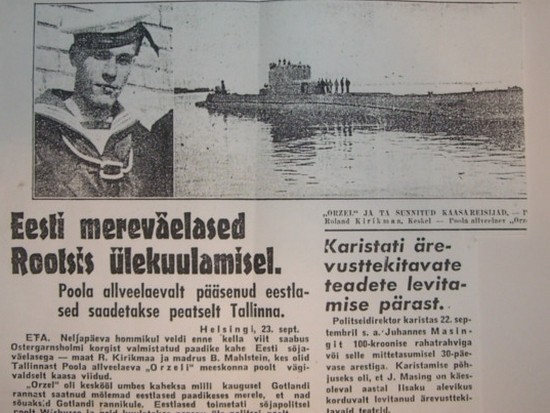
L'incident de l'Orzel cobert pel diari estonià Uus Eesti (Nova Estònia).

La Segona Guerra Mundial va començar amb la invasió de Polònia, un important aliat regional d'Estònia, per l'Alemanya. Tot i que va existir certa coordinació entre Alemanya i l'URSS al principi de la guerra, la Unió Soviètica va comunicar a l'Alemanya nazi la seva decisió de llançar la seva pròpia invasió disset dies després de la invasió alemanya, com a resultat, en part, de la rapidesa imprevista del col·lapse militar polonès.
- L'1 de setembre de 1939, Alemanya va envair la seva part de Polònia sota el Pacte Mólotov-Ribbentrop.
- El 3 de setembre, Gran Bretanya, França, Austràlia i Nova Zelanda declaren la guerra a Alemanya.
- El 14 de setembre, el submarí polonès ORP Orzeł va arribar a Tallinn, Estònia.
- El 17 de setembre, la Unió Soviètica va envair la seva part de Polònia sota el protocol secret del Pacte Mólotov-Ribbentrop.[15] Durant aquesta invasió, va tenir lloc una estreta coordinació de l'activitat militar alemanya i soviètica[16][17]

El 18 de setembre, incident de l'Orzeł; el submarí polonès va escapar de l'internament a Tallinn i finalment va arribar al Regne Unit; la neutralitat d'Estònia va ser qüestionada per la Unió Soviètica i Alemanya.

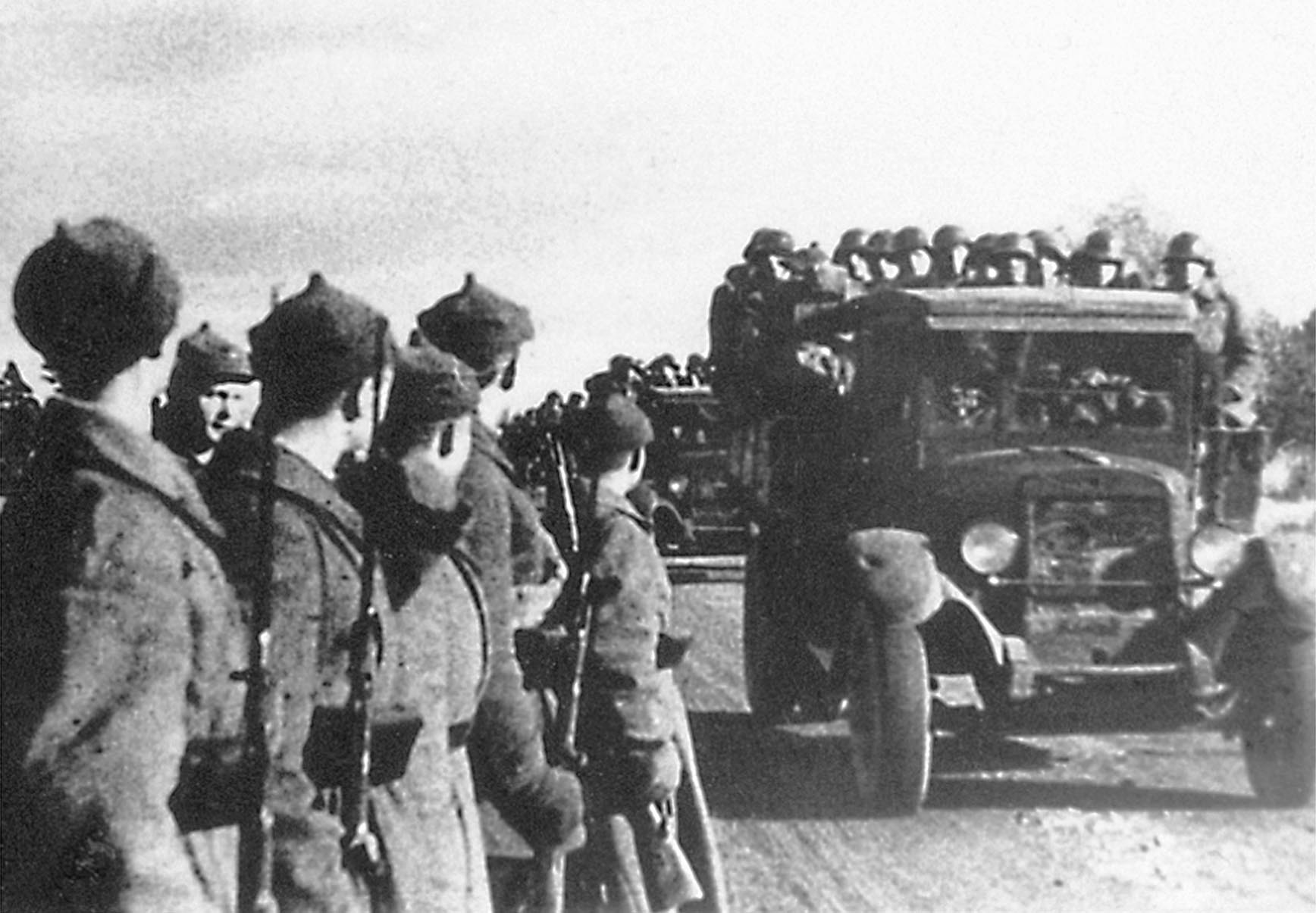
L'Exèrcit Roig entrant a Estònia el 1939 després que Estònia hagués estat obligada a signar el Tractat de les Bases

El 24 de setembre de 1939, amb la imminent caiguda de Polònia en mans de l'Alemanya nazi i l'URSS i a la llum de l'incident de l'Orzeł, la premsa i la ràdio de Moscou van començar a atacar violentament Estònia com a "hostil" a la Unió Soviètica. Vaixells de guerra de la Marina Roja van aparèixer davant dels ports estonians, i bombarders soviètics van iniciar una patrulla amenaçadora sobre Tallinn i la rodalia. Moscou va exigir que Estònia permetés a l'URSS establir bases militars i estacionar 25.000 soldats en sòl estonià durant la guerra europea. El govern d'Estònia va acceptar l'ultimàtum i va signar l'acord corresponent el 28 de setembre de 1939.
El pacte es va fer per deu anys:
1. Estònia va concedir a l'URSS el dret a mantenir bases navals i aeròdroms protegits per tropes de l'Exèrcit Roig a les illes estratègiques que dominaven Tallinn, el Golf de Finlàndia i el Golf de Riga;
2. La Unió Soviètica va acordar augmentar el seu volum de comerç anual amb Estònia i donar-li facilitats en cas que el Bàltic es tanqués als seus productes per al comerç amb el món exterior a través de ports soviètics al Mar Negre i al Mar Blanc;
3. L'URSS i Estònia es van comprometre a defensar-se mútuament de "l'agressió que sorgeixi per part de qualsevol gran potència europea";
4. Es va declarar: el pacte "no hauria d'afectar" els "sistemes econòmics i les organitzacions estatals" de l'URSS i Estònia.[18]

No hi ha consens a la societat estoniana sobre les decisions que van prendre els líders de la República d'Estònia en aquell moment.
Quan les tropes soviètiques van entrar a Estònia, els canons de les dues nacions van fer salutacions mútues, i les bandes van tocar l'himne estonià i la Internacional, l'himne de l'URSS, en aquell moment
Es van presentar demandes similars a Finlàndia, Letònia i Lituània. Finlàndia es va resistir, i va ser atacada per la Unió Soviètica el 30 de novembre, iniciant la Guerra d'Hivern. Com que l'atac va ser jutjat com a il·legal, la Unió Soviètica va ser expulsada de la Societat de Nacions el 14 de desembre. La guerra va acabar amb la signatura del Tractat de Pau de Moscou el març de 1940, en el qual Finlàndia va cedir el 9% del seu territori a la Unió Soviètica. No obstant això, l'intent dels soviètics d'instal·lar el seu govern titella de la República Democràtica de Finlàndia a Hèlsinki i annexionar Finlàndia a la Unió Soviètica havia fracassat.
La primera pèrdua de població per a Estònia va ser la repatriació d'uns 12.000-18.000 alemanys bàltics a Alemanya.

## Ocupació soviètica

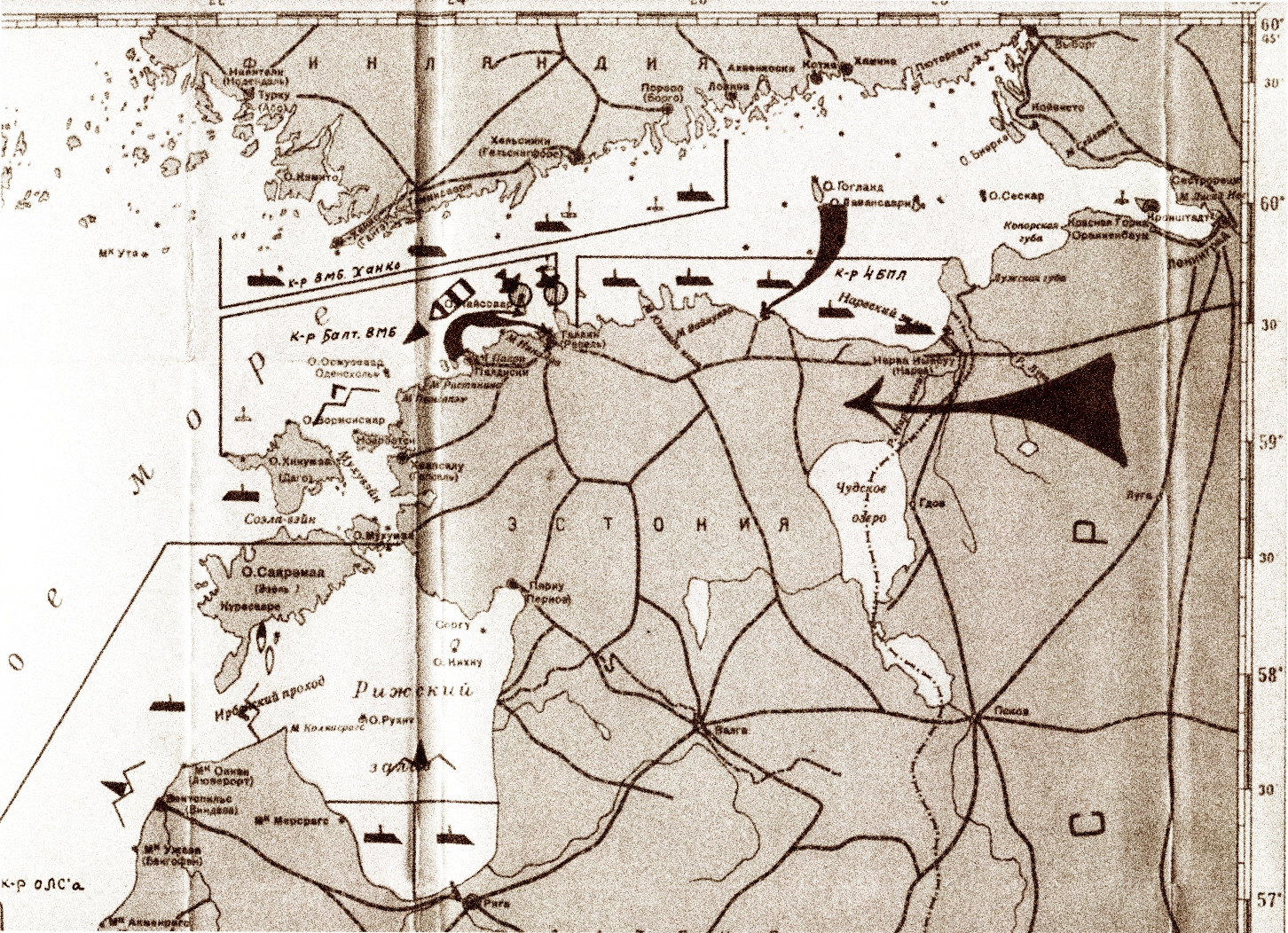
Esquema del bloqueig militar soviètic i la invasió d'Estònia el 1940. (Arxius Navals Estatals Russos)

A l'estiu de 1940, l'ocupació d'Estònia es va dur a terme com una operació militar regular. 160.000 homes, amb el suport de 600 tancs, es van concentrar per a la invasió d'Estònia. 5 divisions de la Força Aèria Soviètica amb 1150 avions van bloquejar tot l'espai aeri bàltic contra Estònia, Lituània i Letònia. La Flota Bàltica Soviètica va bloquejar l'operació des del mar. L'NKVD soviètic va rebre l'ordre d'estar preparat per a la recepció de 58.000 presoners de guerra.
El 3 de juny de 1940, totes les forces militars soviètiques estacionades als estats bàltics es van concentrar sota el comandament d'Aleksandr Loktionov.
El 9 de juny, Semion Timoixenko va donar la directiva 02622ss/ov al Districte Militar de Leningrad de l'Exèrcit Roig per estar preparat el 12 de juny per a 
- (a) Capturar els vaixells de l'Armada estoniana, letona i lituana a les seves bases i/o al mar;
- (b) Capturar la flota comercial estoniana i letona i tots els altres vaixells;
- (c) Preparar-se per a una invasió i desembarcament a Tallinn i Paldiski;
- (d) Tancar el Golf de Riga i bloquejar les costes d'Estònia i Letònia al Golf de Finlàndia i al Mar Bàltic;
- (e) Impedir una evacuació dels governs, les forces militars i els actius estonians i letons;
- (f) Proporcionar suport naval per a una invasió cap a Rakvere;
- (g) Impedir que els avions estonians i letons volin cap a Finlàndia o Suècia[28]

El 12 de juny de 1940, es va donar l'ordre d'un bloqueig militar total d'Estònia a la Flota Bàltica Soviètica, segons el director de l'Arxiu Estatal Rus del Departament Naval, Pavel Petrov (C.Phil.), referint-se als registres de l'arxiu.
El 13 de juny a les 10:40 del matí, les forces soviètiques van començar a moure's cap a les seves posicions i van estar preparades el 14 de juny a les 10 de la nit.
- (a) 4 submarins i diverses unitats navals lleugeres es van posicionar al Mar Bàltic, als golfs de Riga i Finlàndia per aïllar els Estats bàltics per mar.
- (b) Un escuadró naval que incloïa tres divisions de destructors es va posicionar a l'oest de Naissaar per donar suport a la invasió.
- (c) Els quatre batallons de la 1a brigada de marina als vaixells de transport Sibir, 2nd Pjatiletka i Elton es van posicionar per al desembarcament i la invasió de Naissaare i Aegna;
- (d) El vaixell de transport Dnester i els destructors Storozevoi i Silnoi es van posicionar amb tropes per a la invasió de la capital Tallinn;
- (e) el 50è batalló es va posicionar en vaixells per a una invasió prop de Kunda. En el bloqueig naval van participar en total 120 vaixells soviètics, incloent-hi 1 creuer, 7 destructors i 17 submarins; 219 avions, incloent-hi la 8a brigada aèria amb 84 bombarders: DB-3 i Tupolev SB i la 10a brigada amb 62 avions.[31]

El 14 de juny, mentre l'atenció mundial se centrava en la caiguda de París en mans de l'Alemanya nazi el dia anterior, va entrar en vigor el bloqueig militar soviètic d'Estònia. Dos bombarders soviètics van abatre un avió de passatgers finlandès "Kaleva" que volava de Tallinn a Hèlsinki amb tres paquets diplomàtics de les legacions nord-americanes a Tallinn, Riga i Hèlsinki i més de 120 quilograms de correu diplomàtic de dos missatgers de l'ambaixada francesa. L'empleat del Servei Exterior dels Estats Units Henry W. Antheil Jr., els missatgers francesos i altres passatgers van morir en l'accident.
Mólotov havia acusat els estats bàltics de conspiració contra la Unió Soviètica i va lliurar un ultimàtum a Estònia per a l'establiment d'un govern que els soviètics aprovessin. El govern estonià va decidir, d'acord amb el Pacte Kellogg-Briand, no utilitzar la guerra com a instrument de política nacional. El 17 de juny de 1940, la Unió Soviètica va envair Estònia. L'Exèrcit Roig va sortir de les seves bases militars a Estònia, i uns 90.000 soldats soviètics addicionals van entrar al país. Davant la força soviètica aclaparadora tant a les fronteres com dins del país, no van oposar resistència per evitar vessament de sang i una guerra oberta.

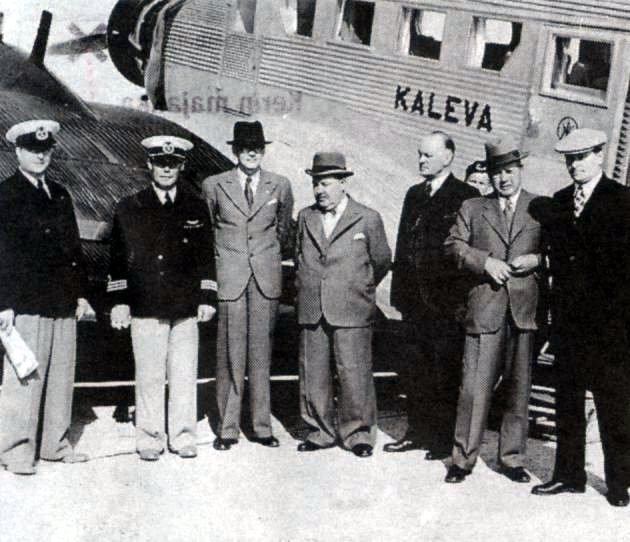
L'avió Kaleva i la seva tripulació abans de l'incident

El 17 de juny, el dia que França es va rendir a Alemanya, l'ocupació militar de la República d'Estònia es va completar el 21 de juny de 1940, i es va fer "oficial" mitjançant un cop d'estat comunista amb el suport de les tropes soviètiques.
La major part de les Forces de Defensa d'Estònia i la Lliga de Defensa d'Estònia es van rendir segons les ordres del Govern estonià creient que la resistència era inútil i van ser desarmades per l'Exèrcit Roig. Només el Batalló de Senyals Independent d'Estònia estacionat a Tallinn al carrer Raua va mostrar resistència a l'Exèrcit Roig, juntament amb una milícia comunista anomenada "Autodefensa Popular" (estonià: Rahva Omakaitse el 21 de juny de 1940. Com que l'Exèrcit Roig va portar reforços addicionals amb el suport de sis vehicles de combat blindats, la batalla va durar diverses hores fins a la posta de sol. Finalment, la resistència militar va acabar amb negociacions i el Batalló de Senyals Independent es va rendir i va ser desarmat. Hi va haver 2 militars estonians morts, Aleksei Männikus i Johannes Mandre, i diversos ferits al bàndol estonià i uns 10 morts i més ferits al bàndol soviètic. El mateix dia, 21 de juny de 1940, la Bandera d'Estònia va ser substituïda per una bandera roja a la torre Pikk Hermann, el símbol del govern vigent a Estònia.
Els dies 14 i 15 de juliol, es van celebrar eleccions manipulades i probablement manipulades, en què només es va permetre presentar candidats recolzats pels soviètics. Aquells que no aconseguien que els segellessin el passaport per haver votat un candidat comunista arriscaven a ser disparats al clatell. Es van crear tribunals per castigar els "traïdors al poble", aquells que no havien complert el "deure polític" de votar per la integració d'Estònia a l'URSS. El "parlament" així elegit va proclamar Estònia una república socialista el 21 de juliol de 1940, i va sol·licitar unànimement que Estònia fos "acceptada" a la Unió Soviètica. La Unió Soviètica va annexionar Estònia el 6 d'agost i va canviar el nom a República Socialista Soviètica d'Estònia. L'ocupació i annexió d'Estònia a la Unió Soviètica el 1940 va ser considerada il·legal i mai reconeguda oficialment per Gran Bretanya, els Estats Units i altres democràcies occidentals. L'annexió va derogar nombrosos tractats anteriors signats per la Unió Soviètica i el seu predecessor, la Rússia bolxevic.

### Terror soviètic

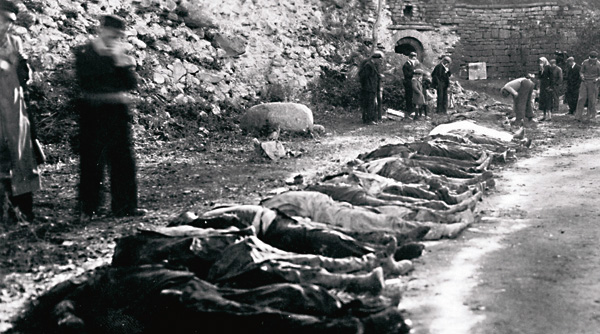
Afirmen que aquestes persones van ser massacrades per l'URSS durant el període de juny a setembre de 1941 a Kuressaare, Estònia. La font indica: "No es van trobar culpables".

Després d'haver pres el control d'Estònia, les autoritats soviètiques es van moure ràpidament per eliminar qualsevol oposició potencial al seu govern. Durant el primer any de l'ocupació (1940-1941), més de 8.000 persones, inclosos la majoria dels principals polítics i oficials militars del país, van ser arrestades. Uns 2.200 d'ells van ser executats a Estònia, mentre que la resta van ser traslladats a camps de presoners a Rússia, d'on molt pocs van tornar amb vida. El 19 de juliol de 1940, el Comandant en cap de l'Exèrcit d'Estònia Johan Laidoner va ser capturat per l'NKVD i deportat juntament amb la seva esposa a la ciutat de Penza. Laidoner va morir al camp de presoners de Vladímir, Rússia, el 13 de març de 1953. El President d'Estònia, Konstantin Päts, va ser arrestat i deportat pels soviètics a Ufà, Rússia, el 30 de juliol; va morir en un hospital psiquiàtric a Kalinin (actualment Tver), Rússia, el 1956. En total, uns 800 oficials estonians van ser arrestats, aproximadament la meitat dels quals van ser executats, arrestats o van morir de fam als camps de presoners.
Quan Estònia va ser proclamada República Socialista Soviètica (RSS), les tripulacions de 42 vaixells estonians en aigües estrangeres es van negar a tornar a la seva pàtria (aproximadament el 40% de la flota estoniana anterior a la guerra). Aquests vaixells van ser requisats per les potències britàniques i van ser utilitzats en els combois atlàntics. Durant la guerra, aproximadament 1000 mariners estonians van servir a la marina mercant britànica, 200 d'ells com a oficials. Un petit nombre d'estonians van servir a la Royal Air Force, a l'Exèrcit Britànic i a l'Exèrcit dels EUA, en total no més de dos-cents.

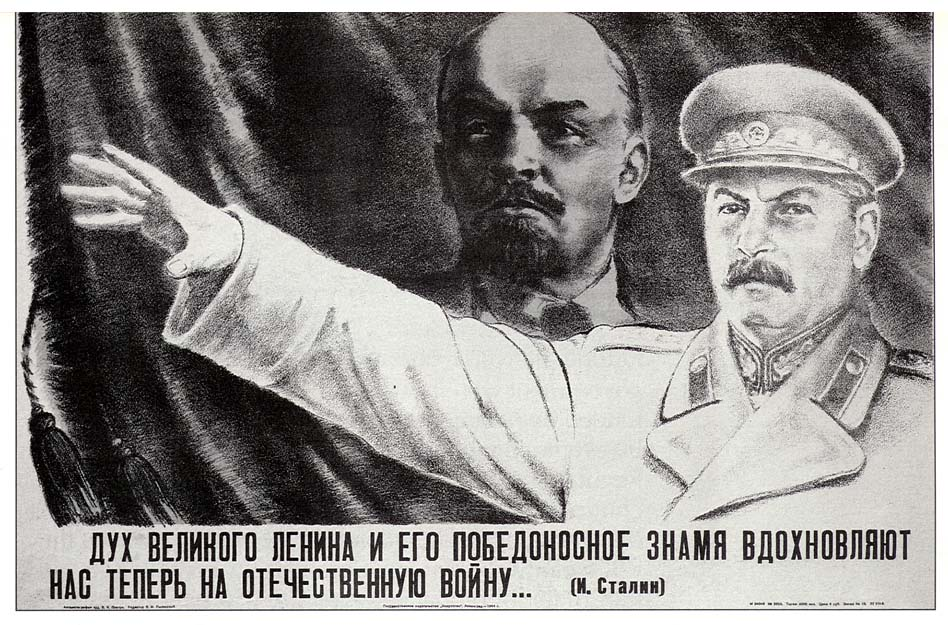

## Guerra d'Estiu

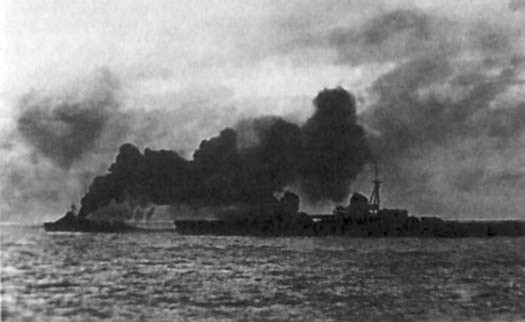
El Creuer soviètic Kirov protegit per fum durant l'evacuació de Tallinn a l'agost de 1941.

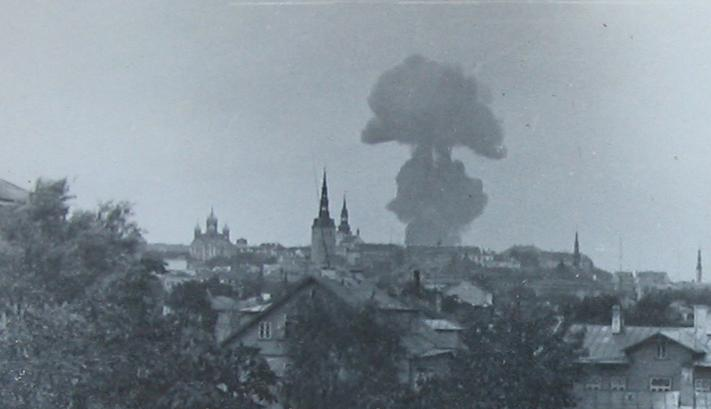
Batalles als afores de Tallinn a l'agost de 1941.

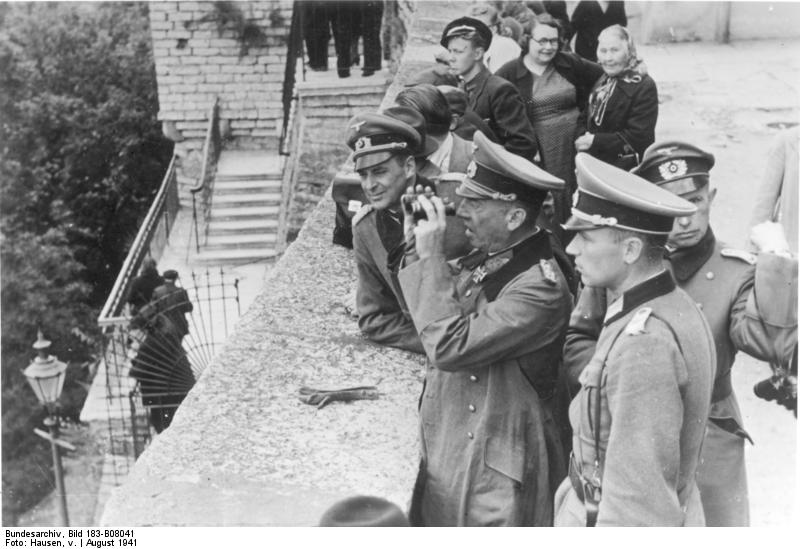
El general alemany Georg von Küchler a Tallinn a l'agost de 1941.

## Ocupació alemanya

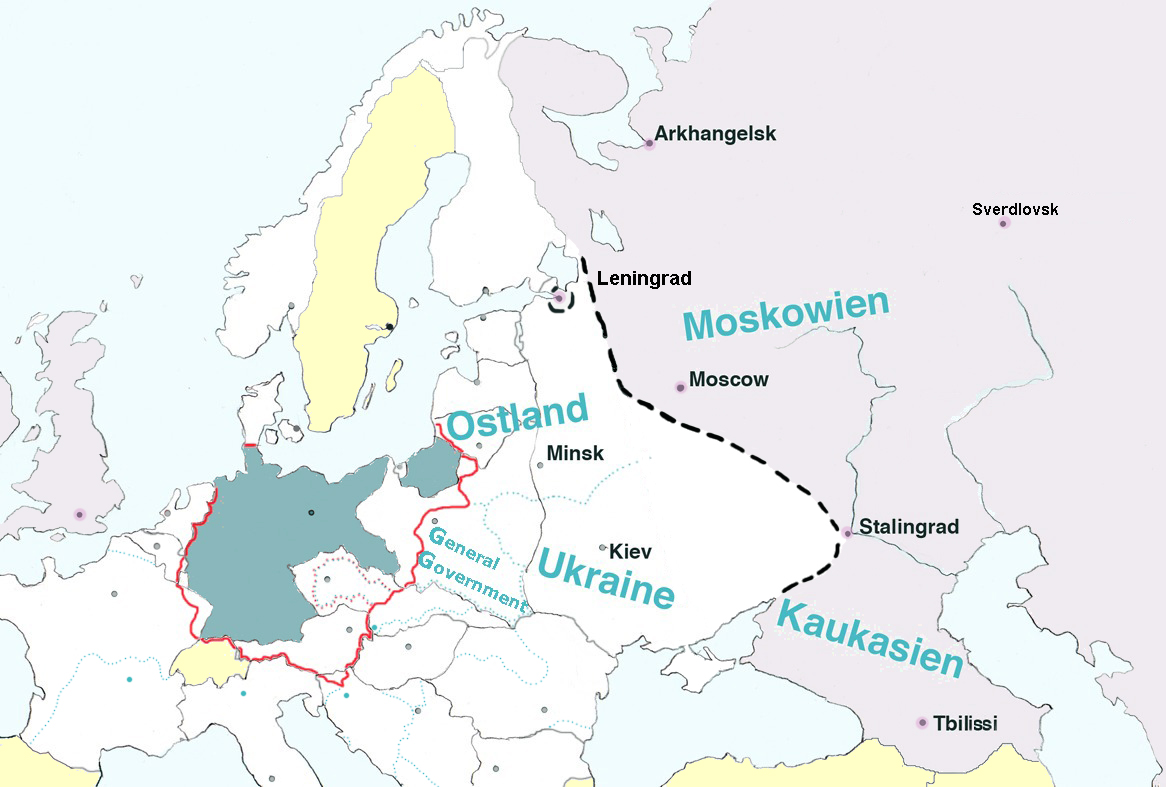
Europa, amb les fronteres d'abans de la guerra, que mostra l'extensió del pla mestre Generalplan Ost.

### L'Holocaust

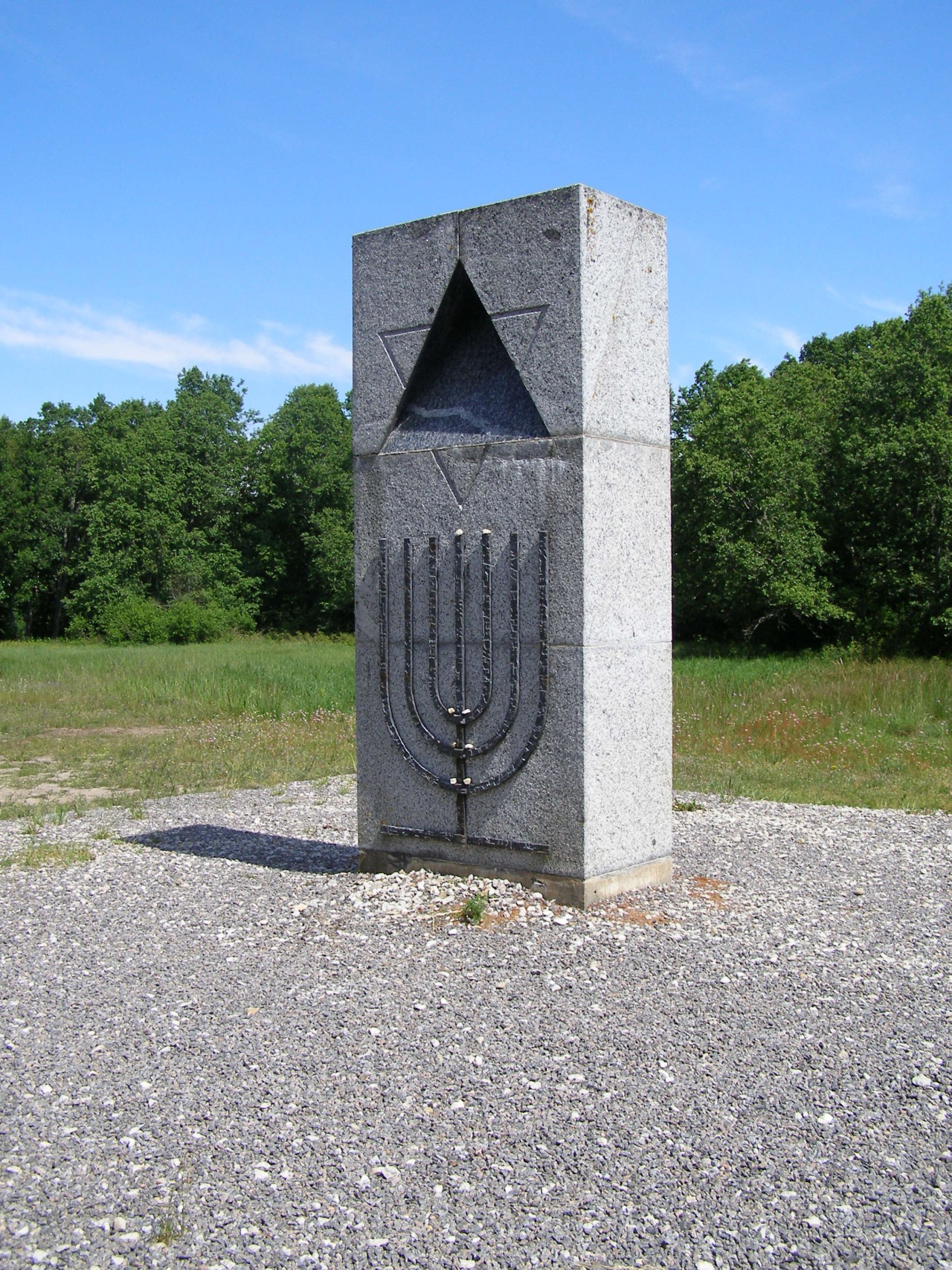
Monument commemoratiu de l'Holocaust al lloc de l'antic camp de concentració de Klooga, inaugurat el 24 de juliol de 2005

## Unitats militars estonianes el 1941–194 3

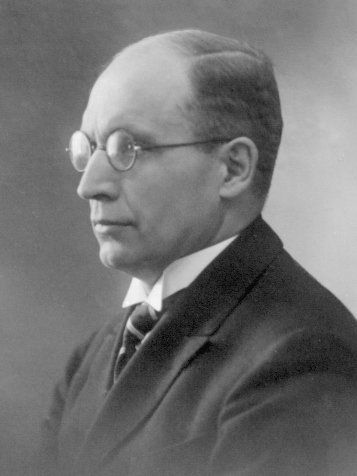
Jüri Uluots

### Unitats estonianes a les forces alemanyes

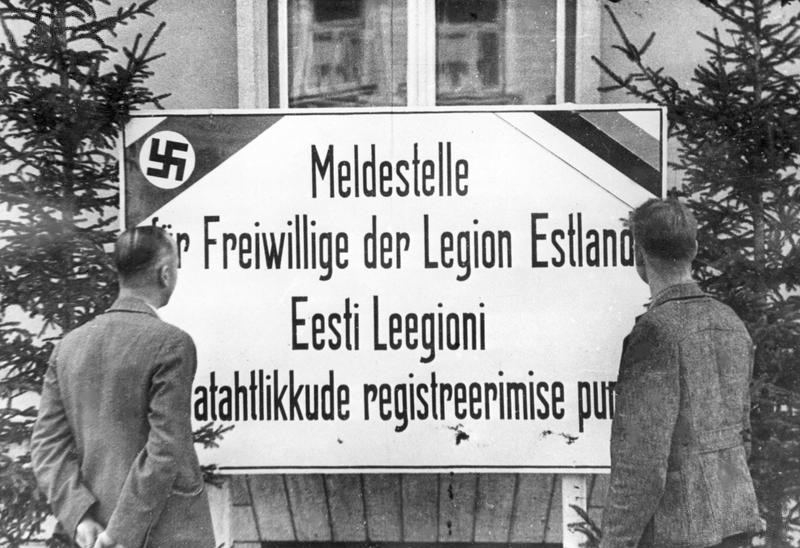
Punt de registre de voluntaris de la Legió Estoniana, setembre de 1942

## Batalles del 1944

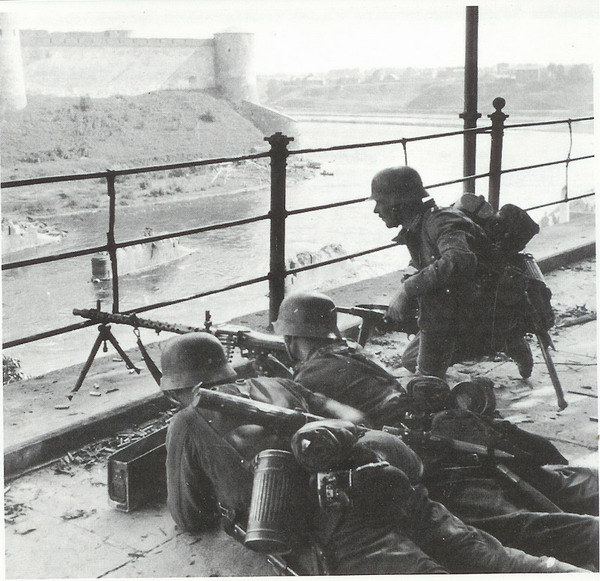
Soldats defensant la riba estoniana del riu Narva, amb la fortalesa d'Ivangorod a la banda oposada.

### Formació de caps de pont a Narva

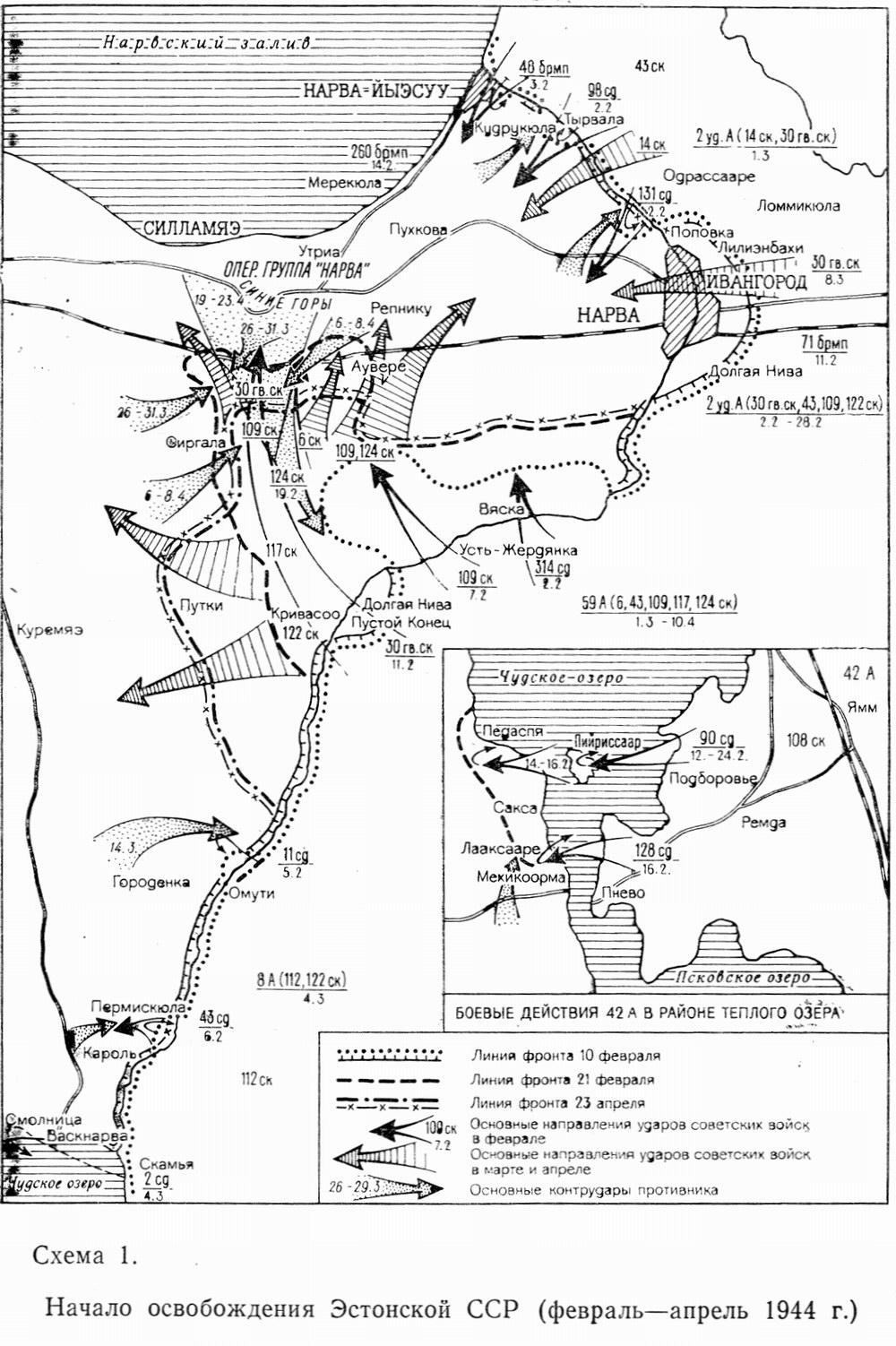
Mapa soviètic del començament de l'Operació d'Estònia, febrer – abril de 1944

### Ofensives de Narva, febrer i març

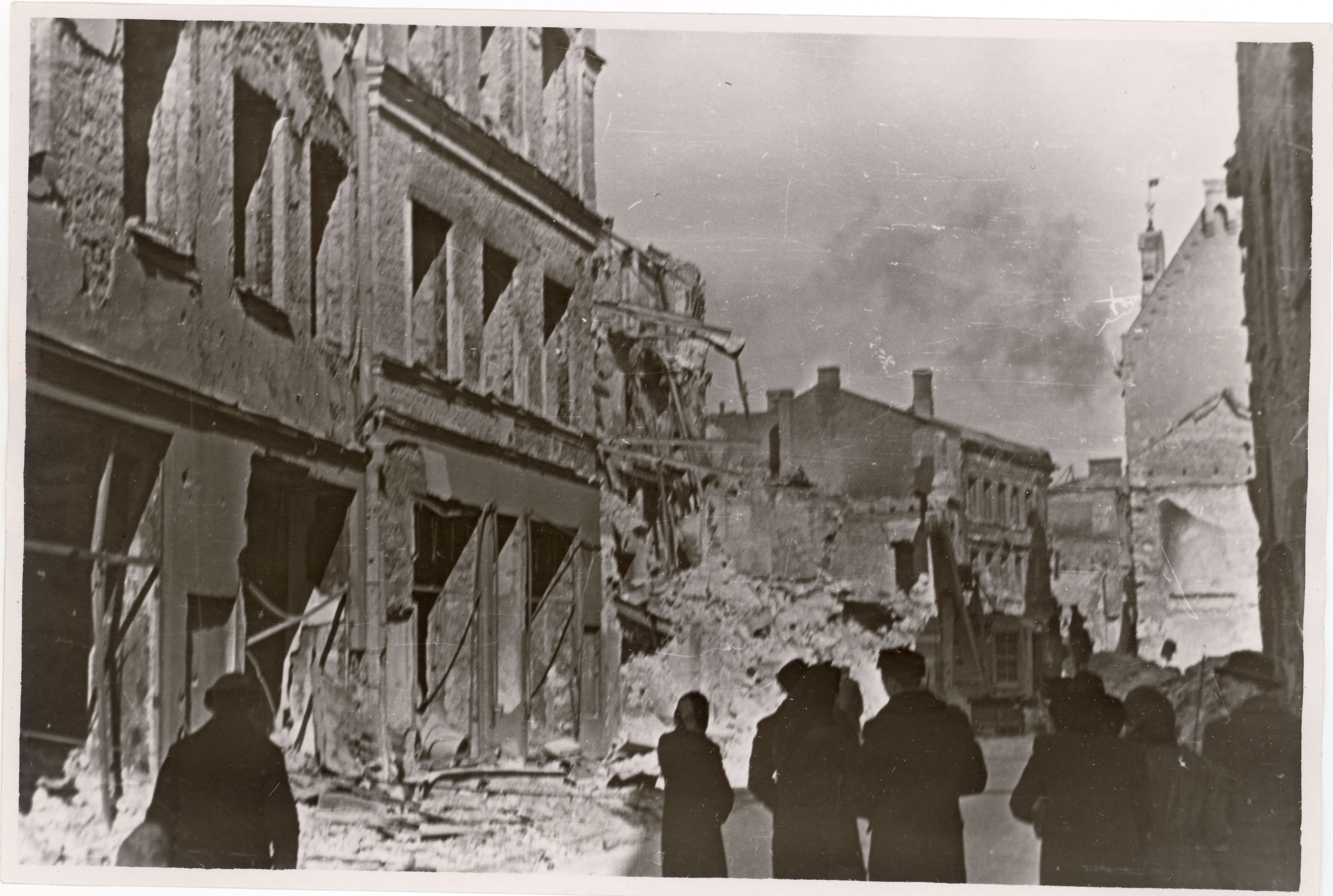
La ciutat vella de Tallinn després del bombardeig de la Força Aèria Soviètica el març de 1944.

### Repressió soviètica dels emigrats russos
Immediatament després de la presa de poder soviètica, les institucions russes locals (societats, diaris, etc.) van ser tancades. La vida cultural que s'havia desenvolupat durant la independència d'Estònia va ser destruïda. Gairebé tots els principals emigrats russos van ser arrestats i posteriorment executats
Alguns dels emigrats blancs russos ja havien estat arrestats abans del 21 de juny de 1940 per la policia política estoniana, probablement per evitar "provocacions" durant la invasió de l'Exèrcit Roig, i els arrestats van ser conseqüentment lliurats a les cambres de tortura de l'NKVD després de la presa de poder comunista